# Латиноамеричко удружење за интеграцију
Латиноамеричко удружење за интеграцију (шп. Asociación Latinoamericana de Integración; такође познато као ALADI или, ређе, по енглеској скраћеници LAIA) је латинскоамеричко удружење за трговинску интеграцију са седиштем у Монтевидеу. Главни циљ му је стварање заједничког тржишта у циљу економског и социјалног развоја регије. Уговор из Монтевидеа, склопљен 12. августа 1980, је међународни правни оквир за Латиноамеричко удружење за интеграцију. Он је дао опште смернице за трговинску интеграцију: плурализам, конвергенција, флексибилност, диференцијални третман и вишеструкост.

## Латиноамеричко удружење слободне трговине
Групација је основана 18. фебруара 1960. у граду Монтевидеу, Уругвај. Земље оснивачи су: Аргентина, Бразил, Чиле, Мексико, Парагвај, Перу и Уругвај, а уговор је ступио на снагу 2. јуна 1961. Исте године придружиле су им се Колумбија и Еквадор, 1966. Венецуела, а 1967. Боливија. Молба Кубе за прикључење 1962. је одбијена.
Уговором се предвиђало да се уклањањем препрека за 12 година створи зона слободне трговине, а рок је 1969. протоколом из Каракасуа, померен са 1973. на 1980. Међутим ни овај рок није био испоштован због противљења Уругваја и Колумбије.
Латиноамеричко удружење слободне трговине престало је са радом 1980. када су земље чланице потписале уговор о оснивању Латиноамеричког удружења за интеграцију (ALADI).

## Чланице Латиноамеричког удружења за интеграцију
- Аргентина
- Боливија
- Бразил
- Чиле
- Колумбија
- Куба
- Еквадор
- Мексико
- Парагвај
- Панама
- Перу
- Уругвај
- Венецуела